# Autoridad Portuaria de Huelva
La Autoridad Portuaria de Huelva (APH), también conocida por la denominación comercial de Puerto de Huelva, es un organismo estatal español que depende del ente público Puertos del Estado. Está configurada como el organismo público encargado de operar el puerto de Huelva.

## Historia
La Autoridad Portuaria tiene sus orígenes en la Junta Especial de Comercio y Puerto de Huelva, que fue creada el 8 de diciembre de 1873. En su constitución participaron varias figuras locales estrechamente ligadas a las finanzas, el comercio y la industria. En ese contexto las instalaciones portuarias de la ciudad se encontraban en expansión debido al aumento de la actividad comercial por el auge que entonces vivían las minas de Huelva, en especial las de Tharsis y Riotinto. Durante sus primeras décadas la entidad se centró en mejorar la navegabilidad del río Odiel ante el crecimiento del tráfico marítimo.

## Organización
La Autoridad Portuaria es titular de la red ferroviaria de ancho ibérico que presta servicio a las zonas industriales y el puerto exterior de Huelva, cuyas vías alcanzan una longitud de 32 kilómetros. Asimismo, tiene a su cargo la gestión de una serie de faros situados en su ámbito de actuación; estos son los de Punta del Picacho, Dique Juan Carlos I, El Rompido y La Higuera. El organismo también es titular de una serie de infraestructuras de carácter histórico-patrimonial, como el muelle de la Compañía de Tharsis o las antiguas cocheras de locomotoras del puerto.